# Brucepattersonius iheringi
Brucepattersonius iheringi is een zoogdier uit de familie van de Cricetidae. De wetenschappelijke naam van de soort werd voor het eerst geldig gepubliceerd door Thomas in 1896.

## Voorkomen
De soort komt voor in Brazilië en Argentinië.